# Bjergtøsen
Bjergtøsen er en amerikansk stumfilm fra 1919 af Louis Chaudet.

## Medvirkende
| Skuespiller         | Rolle           |
| ------------------- | --------------- |
| Billie Rhodes       | Ruth            |
| Ben F. Wilson       | Jairus Drake    |
| Irene Rich          | Martha Drake    |
| Stanhope Wheatcroft | Sidney Haviland |
| William A. Carroll  | Caleb Fry       |
| Scott R. Beal       | Danny           |
| Charlotte Merriam   | Selma           |
| Lloyd Bacon         | Jan Peterson    |